# Pancernik (skała)
Pancernik (475 m) – skała w miejscowości Ryczów w województwie śląskim, w powiecie zawierciańskim, w gminie Ogrodzieniec. Należy do tzw. Ryczowskiego Mikroregionu Skałkowego na Wyżynie Częstochowskiej. Znajduje się w lesie u zachodnich podnóży wzniesienia Łysa Pałka. Zbudowany jest z wapieni, ma połogie, pionowe lub przewieszone ściany o wysokości 11 m. Występują w nim takie formacje skalne jak filar, komin i różnej wielkości wnęki w ścianie. Podstawę skały przebija na wylot tunel.

## Drogi wspinaczkowe
Pancernik jest średnio popularnym obiektem wspinaczki skalnej. Obiektem wspinaczki skalnej są ściany północno-zachodnie i południowo-zachodnie. Wspinacze poprowadzili na nich 11 dróg wspinaczkowych o trudności od IV+ do VI.5 w skali trudności Kurtyki. Wszystkie mają zamontowane stałe punkty asekuracyjne: ringi (r) i stanowisko zjazdowe (st).

Pancernik I
1. Edi Maiden; 3r + st, VI.2+, 8 m
2. Drosophila; 4r + st, VI.1+, 11 m
3. Solo z mrówkami; st, V+, 12 m
4. Ryczące żelazka; 5r + st, VI.2, 12 m

Pancernik II
1. Zimna dusza; 5r + st, VI.4, 12 m
2. Megiera; 5r + st, VI.4+, 12 m
3. Ortopraksja; 5r + st, VI.3+/4, 12 m
4. Bismarck – Pirat Atlantyku; 3r + st, VI.5, 11 m

Pancernik III
1. Dziewczyna mizogina; 3r + st, VI.1, 10 m
2. Zwidmiałki; 3r + st, IV+, 10 m
3. Znawca tematu; 3r + st, VI+, 12 m[4].

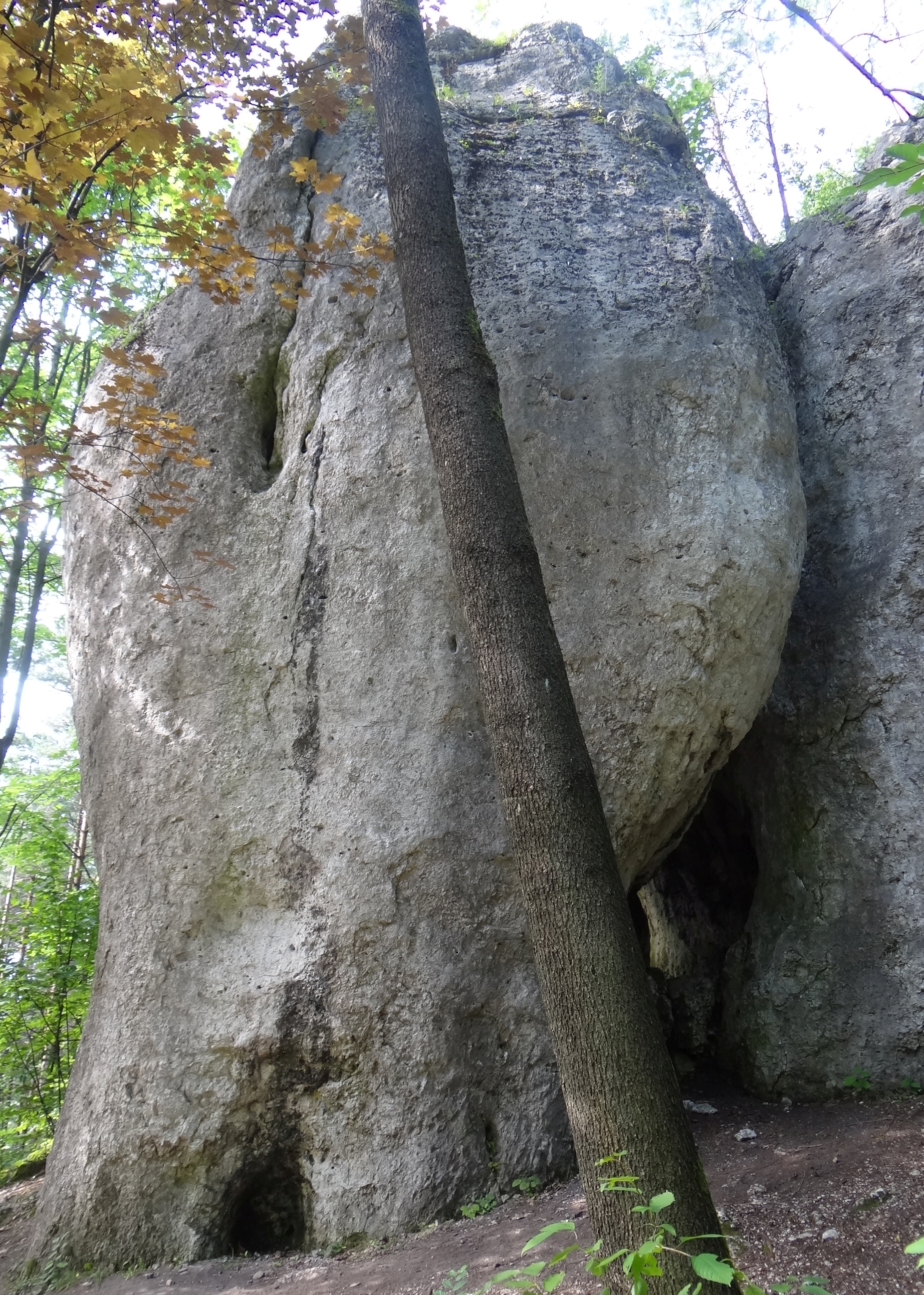
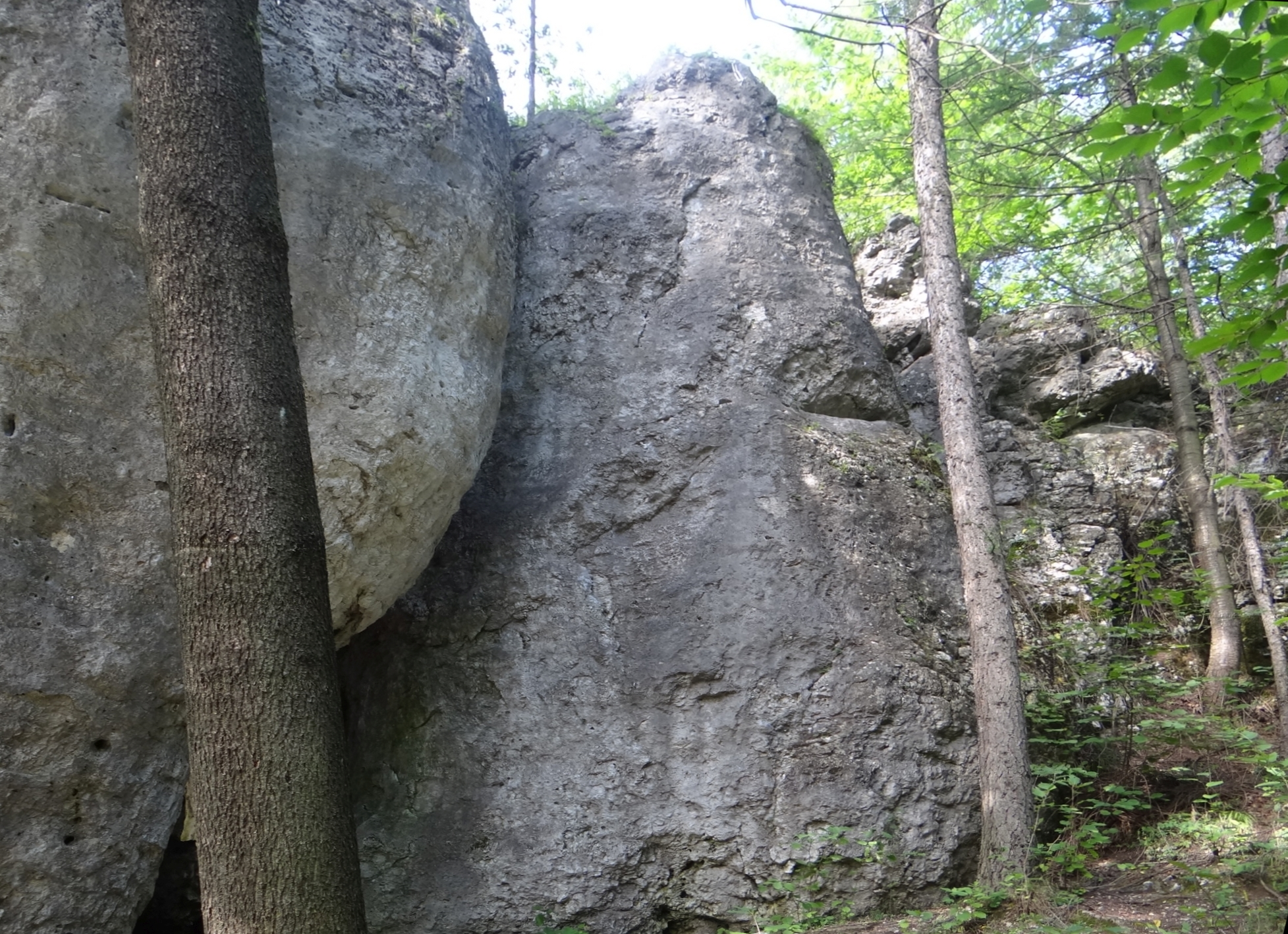
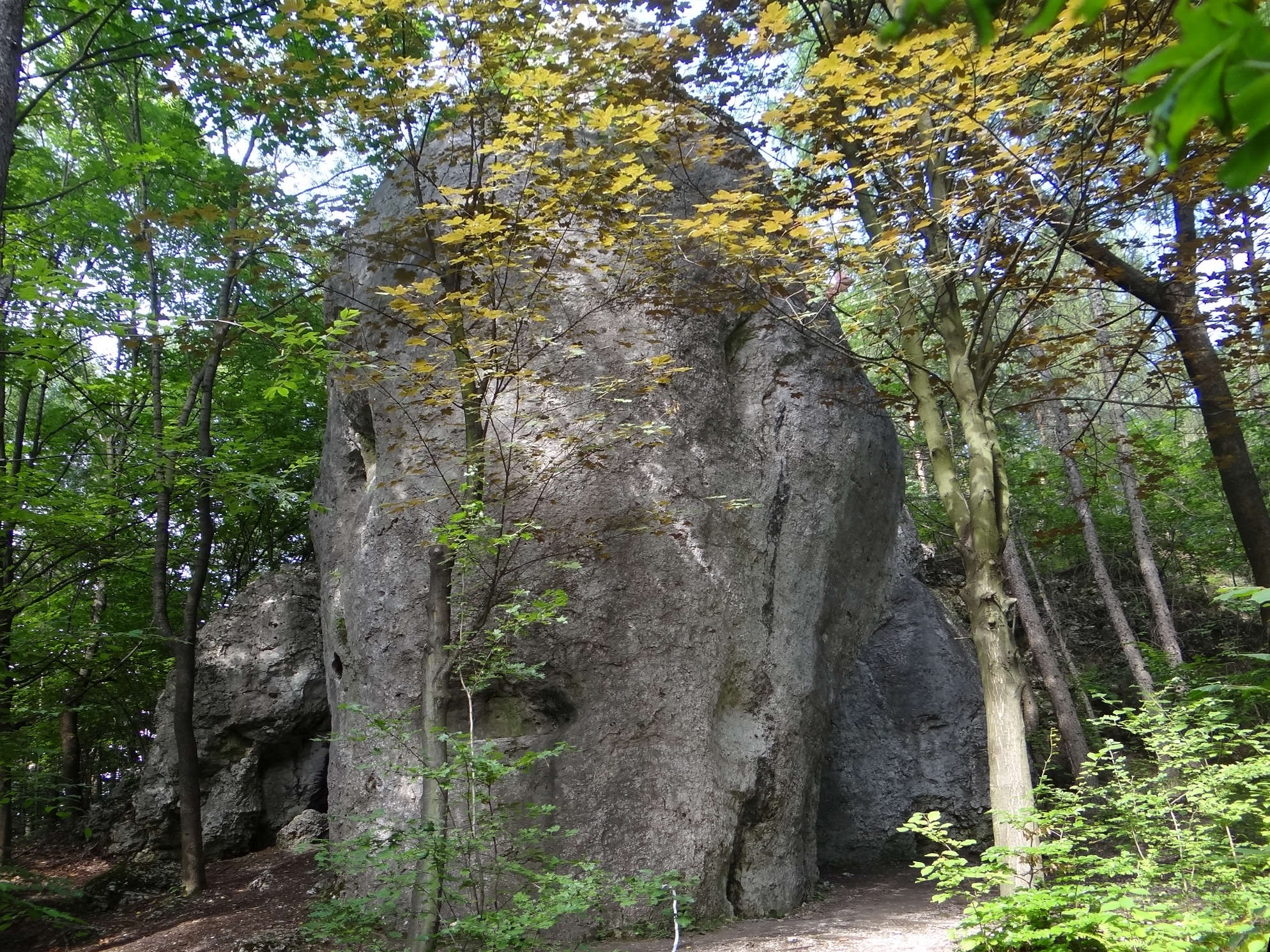
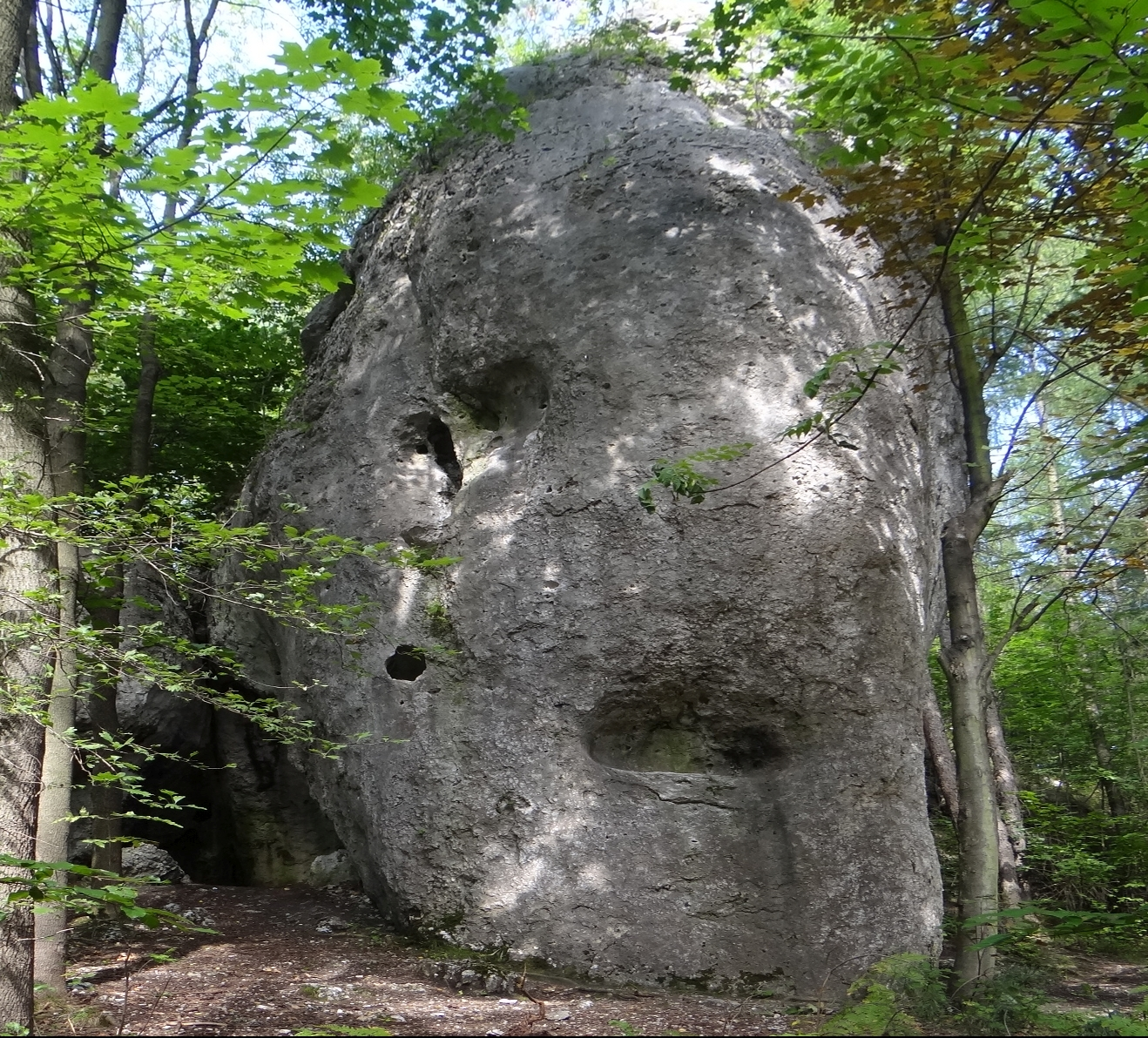